# Провулок Фейєрбаха
Провулок Фейєрбаха — провулок у Салтівському районі Харкова. Починається від Харківської набережної і йде на схід до майдану Оборонний Вал. На початку провулка розташований міст імені Юлія Чигирина, який веде через річку Харків на Чорноглазівську вулицю. З парного боку до провулка долучається вулиця Юлія Чигирина.

## Історія і назва
Забудову колишньої Немишлянської слободи, де розташований провулок, відносять до 1-ї половини XVIII століття. Провулок називався Вознесенським. Ім'я німецького філософа Людвіга Фейєрбаха провулок отримав у 1922 році.

## Будинки

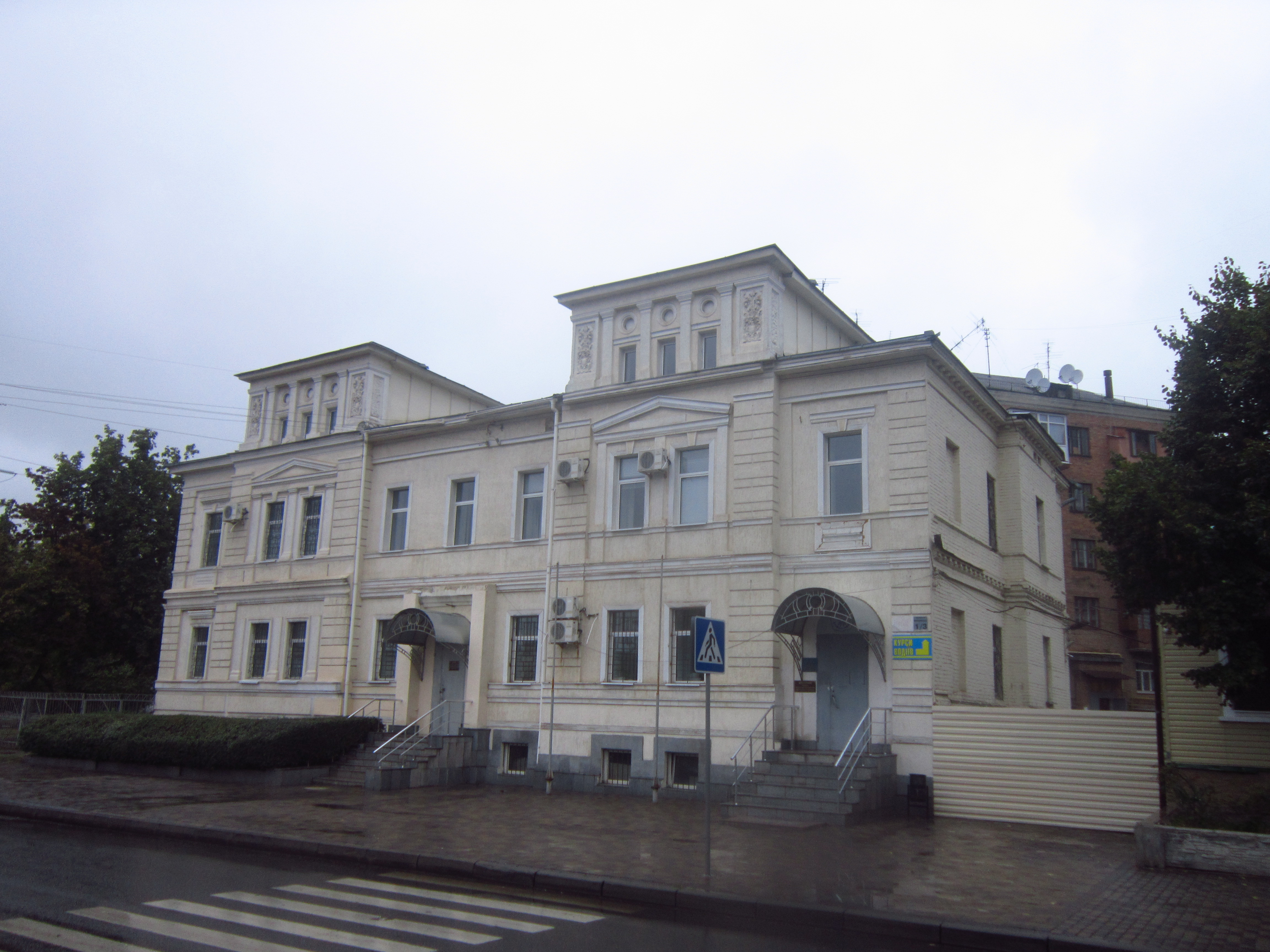
Будинок № 1/3

Незважаючи на те, що провулок Фейєрбаха має довжину близько 220 м, до нього відносяться тільки три будинка на початку провулка. На відрізку провулка від вулиці Юлія Чигирина до майдану Оборонний Вал розташовані корпуси Українського державного університету залізничного транспорту.
- Будинок № 1/3 — Пам'ятка архітектури Харкова, охорон. № 626. Житловий будинок початку XX століття, архітектор невідомий. Зараз у цьому будинку розміщується Харківський Інститут Інформаційних Технологій[2].